# Władysław Kazimierz Jasiński
Władysław Kazimierz Jasiński (ur. 22 stycznia 1916 w Warszawie, zm. 14 kwietnia 1989) – polski onkolog, profesor i dyrektor Instytutu Onkologii im. Marii Skłodowskiej-Curie w Warszawie, członek Polskiej Akademii Nauk.

## Życiorys
W latach 1937–1941 pracował w Instytucie Radowym im. Marii Skłodowskiej-Curie w Warszawie jako młodszy asystent. Od 1942 był asystentem w Instytucie Radiologii tajnego Uniwersytetu Warszawskiego. W 1945 uzyskał dyplom Wydziału Lekarskiego Uniwersytetu Jagiellońskiego i został starszym asystentem w Klinice Chirurgii tej uczelni. W 1947 obronił doktorat. Został kierownikiem Zakładu Radioterapii oddziału gliwickiego Instytutu Onkologicznego im. Skłodowskiej-Curie. Pod koniec lat 40. odbył zagraniczne staże naukowe, m.in. na uniwersytecie w Manchesterze. W 1952 obronił pracę habilitacyjną.
Od 1957 kierował Zakładem Zastosowań Izotopów Instytutu Onkologicznego, od 1958 z tytułem profesora nadzwyczajnego. W latach 1957–1961 był zastępcą dyrektora, a 1961–1972 dyrektorem Instytutu. Profesorem zwyczajnym został w 1965; dwa lata wcześniej został członkiem korespondentem Polskiej Akademii Nauk, a w 1971 członkiem rzeczywistym. W 1976 przeszedł do pracy w Studium Doskonalenia Lekarzy Akademii Medycznej w Warszawie (później pod nazwą Centrum Medycznego Kształcenia Podyplomowego), gdzie był profesorem i kierownikiem Samodzielnej Pracowni Medycyny Nuklearnej. Od 1969 brał udział w pracach zespołu ekspertów ds. raka przy Międzynarodowej Organizacji Zdrowia, w latach 1973–1975 kierował programem „Organizacja walki z rakiem” w Libii.
Jako pierwszy w Polsce wprowadził do medycyny klinicznej metody izotopowe i napromieniowanie przy użyciu bomby kobaltowej. Opublikował ponad 100 prac naukowych (w tym monografie i podręczniki) z onkologii, radioterapii, organizacji zwalczania nowotworów, m.in.:
- Fizyczne podstawy promieniolecznictwa nowotworów (1950)
- Zarys onkologii (1955, współautor)
- Kliniczne zastosowanie izotopów radioaktywnych (1965)
- Zasady organizacji walki z rakiem (1979)
- Radioizotopy w kardiologii (1983, redaktor)